# اچ‌ام‌اس همپشایر (۱۹۰۳)
اچ‌ام‌اس نیوهمپشایر (۱۹۰۳) (به انگلیسی: HMS Hampshire (1903)) یک زیردریایی بود که طول آن ۴۷۳ فوت ۶ اینچ (۱۴۴٫۳۲ متر) بود. این زیردریایی در سال ۱۹۰۳ ساخته شد.